# Stegana castanea
Stegana castanea är en tvåvingeart som beskrevs av Toyohi Okada 1988. Stegana castanea ingår i släktet Stegana och familjen daggflugor.
Artens utbredningsområde är Sri Lanka. Inga underarter finns listade i Catalogue of Life.